# مفهوم اضطراب
مفهوم اضطراب (دانمارکی: Begrebet Angest) اثری فلسفی است که توسط فیلسوف دانمارکی سورن کی‌یرکگور در سال ۱۸۴۴ نوشته شده‌است.این کتاب با ترجمه صالح نجفی توسط نشر مرکز به فارسی چاپ شده است.